# Karel Brožík
Karel Brožík (4. listopadu 1881 Příkosice – 20. června 1942 Auschwitz-Birkenau) byl český a československý politik a meziválečný poslanec Národního shromáždění za Československou sociálně demokratickou stranu dělnickou.

## Biografie
V letech 1895–1900 byl horníkem v Libušíně na Kladensku. Angažoval se v dělnických spolcích, od roku 1898 byl členem odborů a sociálně demokratické strany. Podílel se na organizování hornické stávky počátkem roku 1900 na Kladensku. V období let 1900–1903 pracoval jako úředník kladenské nemocenské pokladny. Počátkem 20. století působil také na Teplicku. Od roku 1904 do roku 1906 působil jako redaktor časopisu Na zdar v Trnovanech u Teplic, v letech 1908–1916 byl činný v redakci týdeníku Severočeský dělník v Teplicích. Stal se místopředsedou Ústředního školského komitétu v Duchcově. V Duchcově založil roku 1910 český Svaz horníků, ve kterém se angažoval po další desítky let.
Za světové války sloužil v období let 1916–1918 v armádě Rakouska-Uherska, ale na jaře roku 1918 byl z vojska propuštěn pro nemoc.
V rámci sociální demokracie patřil k pravicovému křídlu, které se ostře vymezovalo proti komunistům. Počátkem listopadu 1918 byl spolu s Jaroslavem Asterem předákem Ústředního národního výboru menšinového pro severní Čechy. Po celé období let 1919–1939 zastával funkci předsedy Svazu horníků. Byl místopředsedou sociálně demokratického Odborového sdružení československého a zasedal v exekutivě Mezinárodní unie horníků.
V letech 1918–1920 zasedal v Revolučním národním shromáždění. V parlamentních volbách v roce 1920 se stal poslancem Národního shromáždění a mandát obhájil ve všech následujících volbách, tedy v parlamentních volbách v roce 1925, parlamentních volbách v roce 1929 i parlamentních volbách v roce 1935. Poslanecké křeslo si oficiálně podržel do zrušení parlamentu roku 1939, přičemž krátce předtím ještě v prosinci 1938 přestoupil do nově vzniklé Národní strany práce. Zasadil se o přípravu a prosazení zákona o závodních a revírních radách v hornictví v únoru 1920 a další sociální legislativu. Byl stoupencem znárodnění uhelných a rudných dolů.
Profesí byl předsedou Svazu horníků. Podle údajů z roku 1935 bydlel v Praze.
6. května 1941 byl zatčen nacistickými úřady. Po věznění na Pankráci a v Malé pevnosti v Terezíně byl deportován do koncentračního tábora Auschwitz-Birkenau, kde byl umučen.